# Шефер, Паулина
Паулина Шефер (нем. Pauline Schäfer; род. 4 января 1997, Дудвайлер) — немецкая гимнастка. Специализируется на бревне, где она выиграла золотую медаль на чемпионате мира 2017 года.

## Биография
Паулина родилась 4 января 1997 года. Шефер начала заниматься гимнастикой в возрасте пяти лет в Пфлугшайд-Хиксберг. В 2012 году она переехала из Бирбаха в интернат спортгимназии Хемниц.
Шефер входила в клуб TuS 1861 Chemnitz-Altendorf и проходила обучение до середины 2018 года в местном центре обучения Габриэле («Габи») Фрейзе. В честь гимнастики назван элемент. «Шефер» — это боковое сальто с половинным поворотом которое она впервые показала на чемпионате мира 2014 года в Наньнине, после чего международная федерация стала называть этот элемент в честь Паулины.
В 2018 году Шефер сменила своего тренера и теперь тренируется у Улла Кох.
Младшая сестра Хелена также гимнастка, помимо неё, у Паулины есть два старших брата. Мать Паулины, Лиана Бетц, была вице-чемпионкой Европы по пятиборью в полиции. Ее партнер Андреас Бретшнайдер также является гимнастом и членом сборной Германии.

## Карьера
Паулина участвовала в чемпионатах мира 2013 и 2014. В эти годы она стала чемпионкой Германии в опорном прыжке и на бревне.
На чемпионате Европы 2014 года она выступала в командных соревнованиях и финишировала четвертой.
На чемпионате Европы 2015 года она была седьмой на бревне. В том же году она завоевала бронзовую медаль на брусьях на чемпионате мира в Глазго. Она первая немецкая медалистка на этом снаряде за 34 года.
На Олимпийских играх 2016 года в Рио-Жанейро она вышла с командой в командный финал, где немки заняли шестое место. Это первый случай после воссоединения Германии, которая команда вышла в финал олимпийского командного турнира. Заняв 15-е место в квалификации, Шефер не сумела пробиться в финал на брусьях.
На чемпионате мира 2017 года в Монреале она выиграла золотую медаль на бревне и стала лишь третьей немецкой гимнасткой, после Эрики Цухольд в 1970 году и Макси Гнаук в 1981 году, победившей на чемпионате мира. В квалификации она была лишь третьим номером после соотечественниц Табеи Альт, который выиграл квалификацию. В финале она выступала первой на снаряде, и никто из следующих гимнасток не сумел сместить Шефер. Табея Альт выиграла бронзу в конце.
На чемпионате мира 2021, завоевала серебряную медаль.

## Результаты
| Год  | Соревнование               | КП | АП | ОП | РБ | ББ | ВУ |
| ---- | -------------------------- | -- | -- | -- | -- | -- | -- |
| 2014 | Чемпионат Европы           | 4  |    |    |    |    |    |
| 2014 | Чемпионат Германии         |    | 2  | 1  | 6  | 1  | 2  |
| 2014 | Кубок мира в Штутгарте     | 1  |    |    |    |    |    |
| 2014 | Кубок мира в Глазго        |    | 8  |    |    |    |    |
| 2015 | Чемпионат Европы           |    |    |    |    | 7  |    |
| 2015 | Чемпионат Германии         |    | 2  | 1  | 6  | 1  | 5  |
| 2015 | Чемпионат мира             |    | 19 |    |    | 3  |    |
| 2016 | Кубок мира в Штутгарте     |    | 5  |    |    |    |    |
| 2016 | Тестовые соревнования к ОИ | 2  |    |    |    | 6  | 5  |
| 2016 | Чемпионат Германии         |    | 3  |    |    | 1  | 1  |
| 2016 | Олимпийские игры           | 6  |    |    |    |    |    |
| 2017 | Кубок мира в Штутгарте     |    | 4  |    |    |    |    |
| 2017 | Чемпионат Европы           |    | 20 |    |    |    | 6  |
| 2017 | Чемпионат Германии         |    | 2  |    | 4  | 4  | 1  |
| 2017 | Чемпионат мира             |    |    |    |    | 1  |    |
| 2017 | Кубок мира в Котбусе       |    |    |    |    | 2  | 3  |
| 2018 | Чемпионат Европы           |    |    |    |    | 6  |    |
| 2021 | Чемпионат мира             |    |    |    |    | 2  |    |

## Награды
- Спортсменка года Саара : 2014, 2015, 2017
- Спортсменка года Саксонии : 2017
- Chemmy (спортсменка года в Хемнице): 2017
- Спортсменка года 2017: второе место